# Acroceras
Genre
Classification phylogénétique
Acroceras est un genre de plantes monocotylédones de la famille des Poaceae, sous-famille des Panicoideae, originaire des régions tropicales de l'Ancien Monde.
Ce genre regroupe une vingtaine d'espèces, dont 12 espèces endémiques de Madagascar.

## Liste d'espèces
Selon World Checklist of Selected Plant Families (WCSP) (17 septembre 2016) :
- Acroceras amplectens Stapf (1920)
- Acroceras attenuatum Renvoize (1980)
- Acroceras boivinii (Mez) A.Camus (1950)
- Acroceras bosseri A.Camus (1955)
- Acroceras calcicola A.Camus, Bull. Mus. Natl. Hist. Nat., sér. 2 (1953)
- Acroceras chaseae Zuloaga & Morrone (1988)
- Acroceras diffusum L.C.Chia (1977)
- Acroceras elegans A.Camus (1955)
- Acroceras excavatum (Henrard) Zuloaga & Morrone (1988)
- Acroceras fluminense (Hack.) Zuloaga & Morrone (1988)
- Acroceras gabunense (Hack.) Clayton (1980)
- Acroceras hubbardii (A.Camus) Clayton (1980)
- Acroceras ivohibense A.Camus (1927 publ. 1928)
- Acroceras lateriticum A.Camus (1950)
- Acroceras macrum Stapf (1920)
- Acroceras mandrarense A.Camus (1946)
- Acroceras manongarivense A.Camus (1946)
- Acroceras munroanum (Balansa) Henrard (1940)
- Acroceras parvulum A.Camus (1954)
- Acroceras sambiranense A.Camus (1950)
- Acroceras seyrigii A.Camus (1959)
- Acroceras tenuicaule A.Camus, Bull. Mus. Natl. Hist. Nat., sér. 2 (1953)
- Acroceras tonkinense (Balansa) C.E.Hubb. ex Bor, Indian Forest Rec., Bot., n.s. (1938)
- Acroceras zizanioides (Kunth) Dandy (1931)